# Nicolaus Wilckens (Ratsherr)
Nicolaus Wilckens (* 31. Mai 1649 in Hamburg; † 29. März 1725 ebenda) war ein Hamburger Ratsherr.

## Leben und Wirken
Wilckens wurde am 7. Januar 1705 zum Colonellbürger im Kirchspiel Sankt Nikolai ernannt. Am 16. September 1705 wurde er zum Ratsherrn gewählt. Im Jahr 1712 wurde er Richter am Hamburger Niedergericht. Am 29. November 1719 wurde er als Colonellherr Chef der Hamburger Bürgerwache im Kirchspiel Sankt Nikolai und im selben Jahr auch Landherr der Landherrenschaft von Bill- und Ochsenwärder. 1723 wurde Wilckens Landherr für den Hamburger Berg. Er starb 1725 im Alter von 75 Jahren.

## Familie
Wilckens war ein Sohn des Hamburger Kaufmanns Claus Wilckens. Der gleichnamige Archivar Nicolaus Wilckens (1676–1724) war sein Neffe.
Der Jurist und Ratsherr Arnold Wilckens (1691–1730) war ein Sohn aus Wilckens zweiter Ehe mit Elisabeth Rulant.